# Hrabia Monte Christo (film 1961)
Hrabia Monte Christo (fr. Le comte de Monte Cristo) – francusko-włoski film kostiumowy z 1961 roku w reżyserii Claude’a Autant-Lary. Adaptacja powieści powieści o takim samym tytule autorstwa Aleksadra Dumasa. Zdjęcia kręcono m.in. w Villefranche-sur-Mer.

## Obsada
- Louis Jourdan: Edmond Dantès / Hrabia Monte Christo
- Yvonne Furneaux: Mercédès
- Pierre Mondy: Caderousse
- Bernard Dhéran: Henri de Villefort
- Franco Silva: Mario
- Claudine Coster: Haydée
- Jean-Claude Michel: Fernand de Morcerf
- Yves Rénier: Albert de Mortcerf
- Marie Mergey: Madame Caderousse
- Jean Martinelli: Vidocq
- Henri Guisol: Abbé Faria
- Alain Ferral: Benedetto
- Roldano Lupi: Morel